# Haïphong
Haïphong (en vietnamien : Hải Phòng, /ha᷉ːj fâwŋ͡m/) est une ville du Vietnam de plus d'un million d'habitants et l'un des trois grands ports du pays. Les habitants sont appelés les Haïphonnais en français.

## Géographie
Haïphong est située dans le delta du fleuve Rouge. 
Elle se trouve à environ cent kilomètres de Hanoï, la capitale vietnamienne, et joue le rôle de port maritime principal pour la région nord du pays.

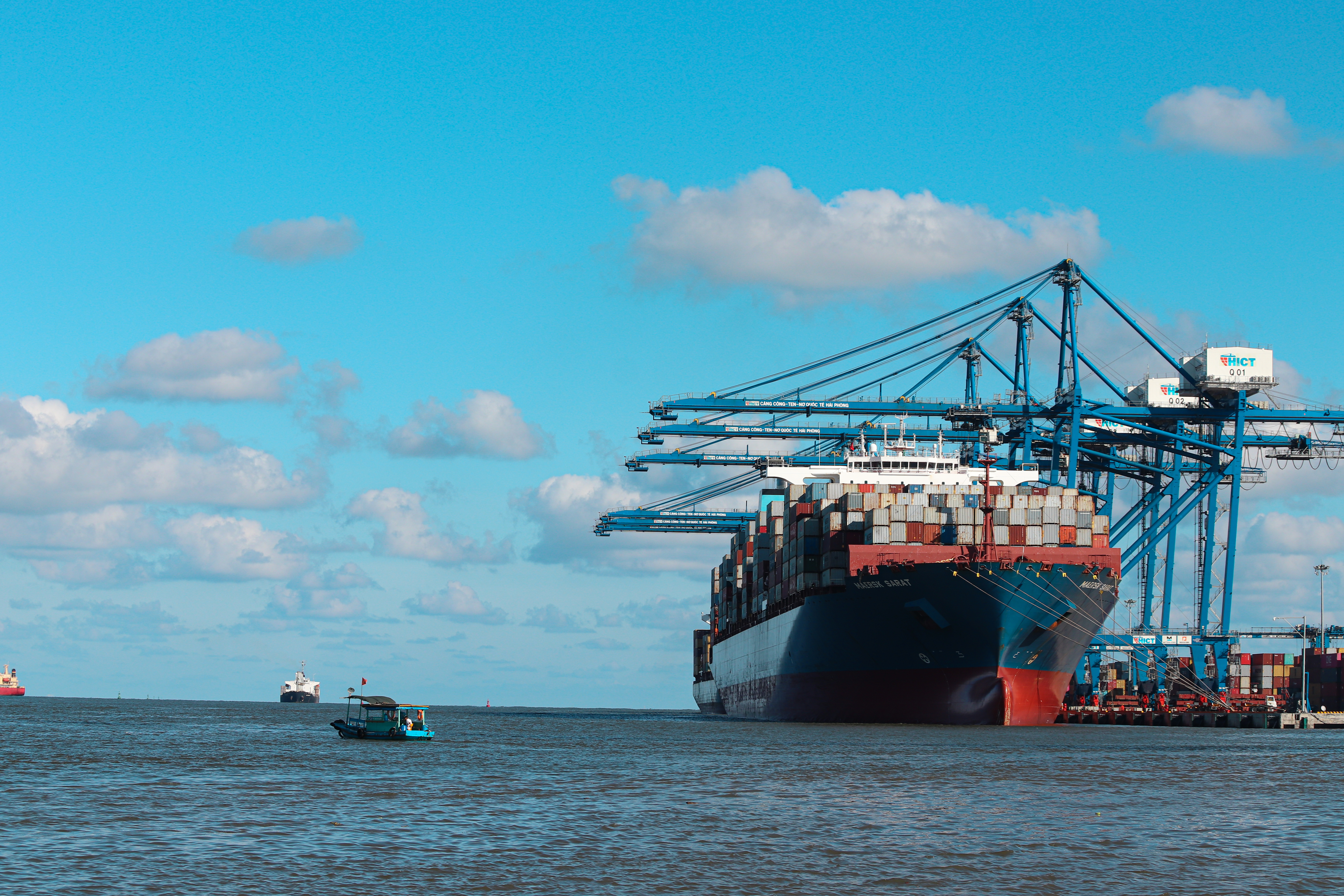
Porte-conteneur Maersk Sarat à quai au Port International de Hai Phong (2022)

## Démographie
Haïphong est la troisième ville du Vietnam, avec une population de 2 103 500 habitants pour la zone métropolitaine (2015), couvrant une superficie de 1 507,57 km2, 46,1 % de la population résidant dans les districts urbains,. La moitié de la population est féminine (50,4 %).

## Divisions administratives
Haïphong est divisé en quinze districts :
- huit districts ruraux :
  - An Dương
  - An Lão
  - Bạch Long Vĩ
  - Cát Hải
  - Kiến Thụy
  - Tiên Lãng
  - Vĩnh Bảo
  - Thủy Nguyên
- 7 districts urbains:
  - Dương Kinh
  - Đồ Sơn
  - Hải An
  - Kiến An
  - Hồng Bàng
  - Ngô Quyền
  - Lê Chân

### Les districts
| Districts                      | Nombre de subdivisions (communes et villes) | Superficie (km²) (2009) | Population (2018) | Densité (habitants/km²) |
| ------------------------------ | ------------------------------------------- | ----------------------- | ----------------- | ----------------------- |
| Dương Kinh                     | 6                                           | 45.85                   | 127362            | 1062.16                 |
| Đồ Sơn                         | 7                                           | 42.37                   | 102234            | 1050.6                  |
| Hải An                         | 8                                           | 88.39                   | 180235            | 1168.31                 |
| Kiến An                        | 10                                          | 29.6                    | 147256            | 3290.64                 |
| Hồng Bàng                      | 11                                          | 14.27                   | 172310            | 7121.58                 |
| Ngô Quyền                      | 13                                          | 10.97                   | 212413            | 15005.65                |
| Lê Chân                        | 15                                          | 12.31                   | 240123            | 17028.27                |
| Sous-total (Districts urbains) | 70                                          | 243.76                  | 1181933           | 3157.77                 |
| An Dương                       | 1 ville + 15 communes                       | 98.29                   | 164300            | 1635.47                 |
| An Lão                         | 2 villes + 15 communes                      | 113.99                  | 152518            | 1160.77                 |
| Bạch Long Vĩ                   | -                                           | 4.5                     | 912               | 200.4                   |
| Cát Hải                        | 2 villes + 10 communes                      | 323.1                   | 43187             | 91.84                   |
| Kiến Thụy                      | 1 ville + 17 communes                       | 107.5                   | 140135            | 1175.1                  |
| Tiên Lãng                      | 1 ville + 22 communes                       | 191.2                   | 160290            | 738.95                  |
| Vĩnh Bảo                       | 1 ville + 29 communes                       | 180.5                   | 185340            | 958.91                  |
| Thủy Nguyên                    | 2 villes + 35 communes                      | 242.8                   | 323205            | 1248..32                |
| Sous-total (Districts ruraux)  | 10 villes + 148 communes                    | 1261.98                 | 1169,887          | 845.84                  |
| Total                          | 70 subd., 10 villes, 148 communes           | 1505.74                 | 1837173           | 1220.11                 |

## Transports

### Routiers
Haïphong est situé au croisement de deux routes nationales: la route nationale 5, menant à l'ouest jusqu'à Hanoï, et la route nationale 10, menant au sud à Nam Dinh et au-delà par la route nationale 1A à Hoa Lư. 
Haïphong est à l'extrémité orientale de l'autoroute Hanoï-Haïphong ouverte en 2016.

### Aérien
L'aéroport principal desservant Haïphong est l'aéroport de Cat Bi.

### Maritime
Le port de Haïphong est l'un des plus grands ports du Vietnam et de l'Asie du Sud-Est. Le port de Haïphong sur la rivière Cấm est divisé en trois quais principaux: Hoang Dieu (terminal central) situé près du centre-ville, Chua Ve et Dinh Vu, tous deux plus en aval à l'est. Plusieurs terminaux de ferry relient Haïphong aux îles voisines Cat Hai et Cat Ba. Le terminal de ferry de Ben Binh est situé près du centre-ville tandis que le ferry de Dinh Vu est situé sur la côte. Il est aussi le site d'implantation de l'usine du premier constructeur automobile du pays Vinfast.

### Ferroviaire
La gare de Haïphong construite en 1902 est le terminus oriental du chemin de fer Kunming - Hai Phong, également connu sous le nom de chemins de fer de l'Indochine et du Yunnan. Construit par les Français pendant l'Indochine française, le chemin de fer reliait autrefois Haïphong à la ville de Kunming dans le Yunnan, en Chine.
Le voyage en train depuis Haïphong vers le reste du réseau ferroviaire vietnamien se fait via Hanoï.

## Histoire

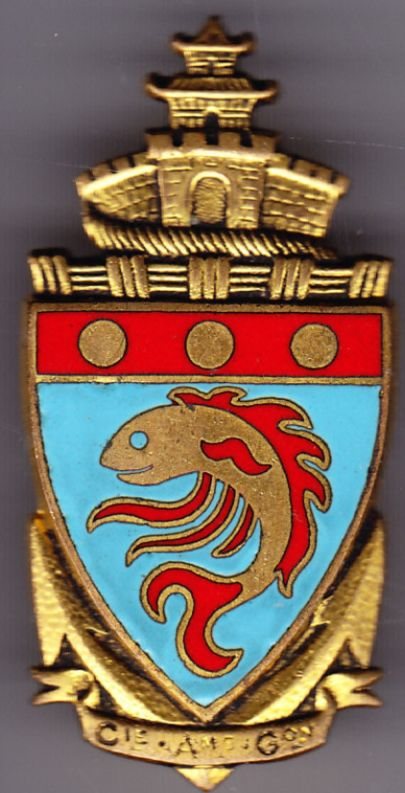
La crête de ville de Haïphong de 1888 à 1955.

Haïphong est une ville portuaire importante depuis plusieurs siècles : c'était l'un des centres marchands du Tonkin. Les Français l'avaient surnommée la « Venise du Tonkin ». 
Haïphong a été fondée en 1887 par les colons française.
En 1888, le président de la Troisième République française, Sadi Carnot, a promulgué un décret pour établir Haïphong. 
De 1954 à 1975, Haïphong est devenue la principale base navale française en Indochine.
Elle est devenue l'une des municipalités sous contrôle direct d'un Vietnam réunifié avec Hanoï et Ho Chi Minh-Ville en 1976.
Le grand hôtel de l'époque, l'Hôtel du Commerce, rue Paul-Bert, a été rasé en 2007[réf. nécessaire], et la rue Paul-Bert se nomme désormais « Pho Dien Bien Phu »). Le grand quotidien à la fin du protectorat français du Tonkin était L'Entente.
Pendant la Seconde Guerre mondiale, lors de l'invasion japonaise de l'Indochine, Haïphong fut bombardée puis occupée par l'Armée impériale japonaise.
Après la fin de l'occupation, le 2 septembre 1945 à Hanoï, Hô Chi Minh déclare unilatéralement l'indépendance du Vietnam. Trois navires de guerre français bombardent Haïphong le 23 novembre 1946, faisant des milliers de morts. Cet événement marque le début de la guerre d'Indochine, qui durera sept ans et demi. 
Henri Martin prétend que : « À 10 heures le 23 novembre 1946, les canons de la marine ont ouvert le feu. Le croiseur Émile Bertin depuis l’embouchure de la rivière Rouge mais nous, avec Le Chevreuil, nous étions sur la rivière, dans la ville. Nous avons épuisé notre stock de cinq cents obus, et ravitaillés, nous en avons encore tiré cinq cents. L’amiral Battet a estimé le nombre des victimes en ville à six mille, mais il est possible qu’il y en ait eu davantage quand on sait que le bombardement a porté surtout sur le quartier annamite, aux maisons serrées […] » mais en fait seuls trois avisos, dont Le Chevreuil, ont participé à cette action.
Haïphong subit de lourds bombardements américains pendant la guerre du Vietnam, surtout en 1972. Le 8 mai, après l'offensive du 29 mars du Nord sur Saîgon l'administration Nixon entreprit d'en miner le port afin d'interrompre les livraisons d'armes soviétiques.

## Économie
Haïphong est un centre économique majeur du nord du Viêt Nam.
Pendant la domination française, Haïphong était une ville de niveau 1 comme Saïgon et Hanoï. 
Les dernières années du XIXe siècle, les Français voulaient faire de Haïphong la capitale économique de l'Indochine.
Aujourd'hui, Haïphong est toujours l'un des centres économiques les plus importants du Vietnam.
Le développement de Hải Phòng naturellement a souffert durant les guerres, mais aujourd'hui, Haïphong est le deuxième port et le centre industriel du Vietnam après la région de Saïgon. Haïphong dispose de beaucoup de ressources naturelles et sa situation à proximité des frontières chinoises et du delta du fleuve Rouge est très favorable au développement économique et pour les exportations.
Son port de commerce est aujourd'hui en plein renouveau.
Elle possède trois universités : l'université médicale de Haïphong, l'université maritime du Vietnam, l'université privée de Haïphong.
Le constructeur automobile VinFast a construit une unité de production automobile sur 335 ha, dans la zone économique de Cat Hai.

## Monuments
- Pagode Du Hang
- Cathédrale de Haïphong
- Gare de Haïphong

## Jumelages
| Ville | Ville             | Pays | Pays         | Période                 |
| ----- | ----------------- | ---- | ------------ | ----------------------- |
|       | Incheon           |      | Corée du Sud |                         |
|       | Kitakyūshū,       |      | Japon        | depuis le 18 avril 2014 |
|       | Livourne          |      | Italie       |                         |
|       | Saint-Pétersbourg |      | Russie       | depuis 2006             |
|       | Seattle           |      | États-Unis   |                         |
|       | Tianjin           |      | Chine        |                         |
|       | Vladivostok       |      | Russie       |                         |

## Galerie

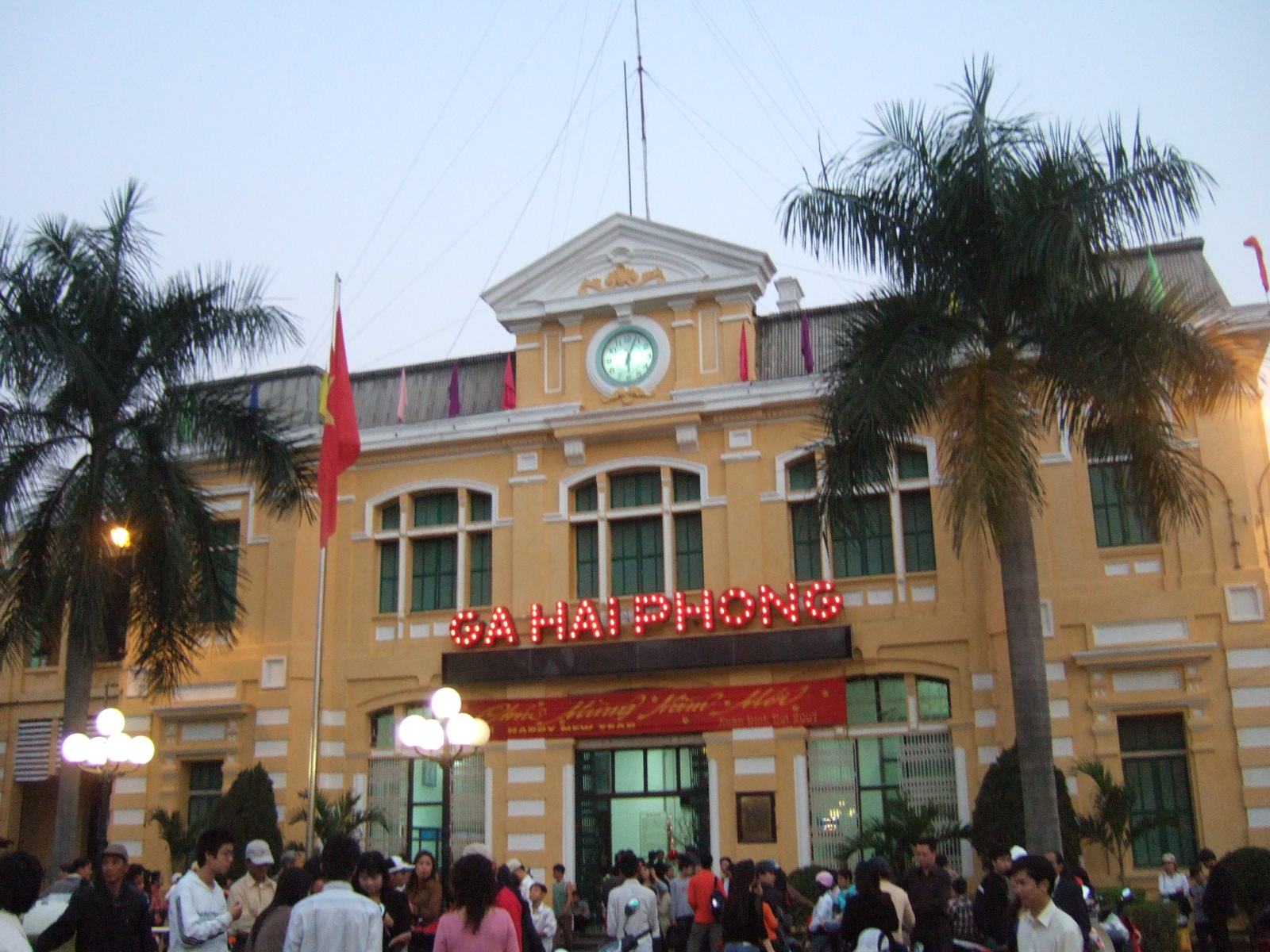
Gare de Haïphong.
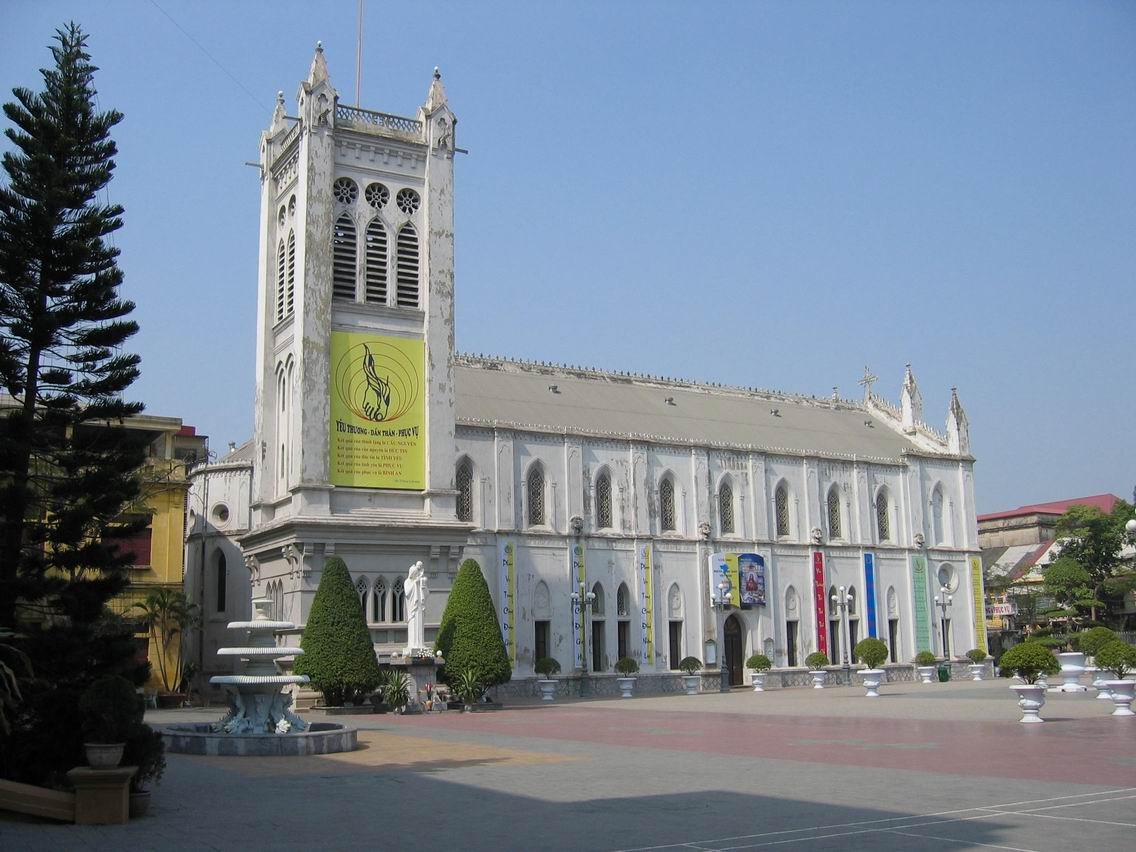
Cathédrale de Haïphong.
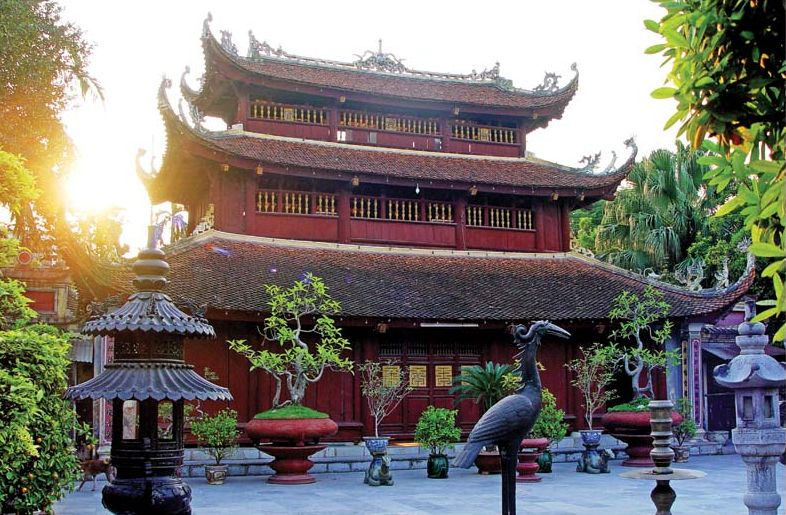
Pagode Du Hang.

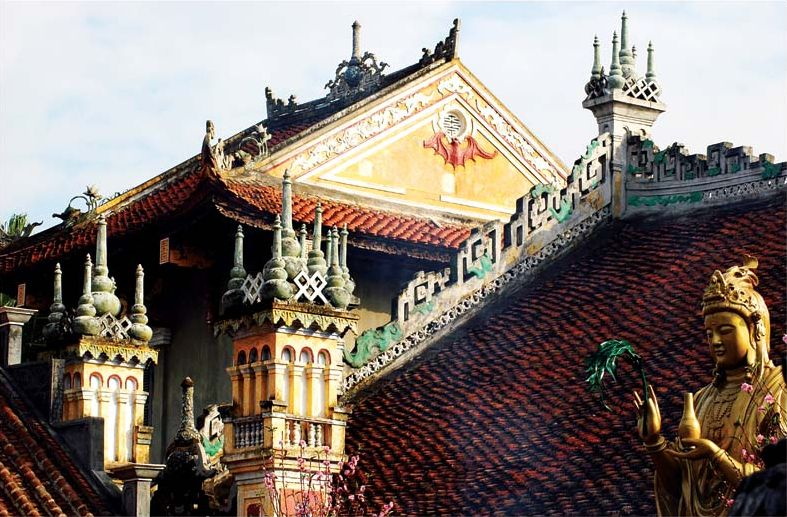
Pagode Du Hang.
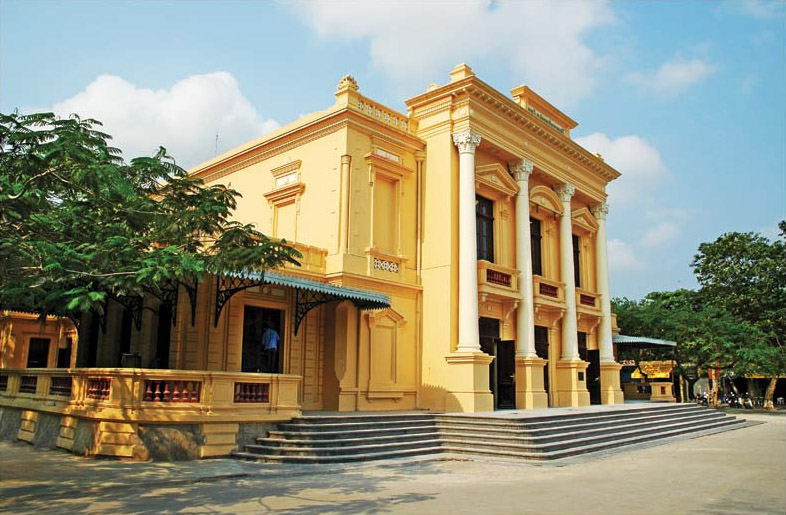
Opéra de Haïphong.
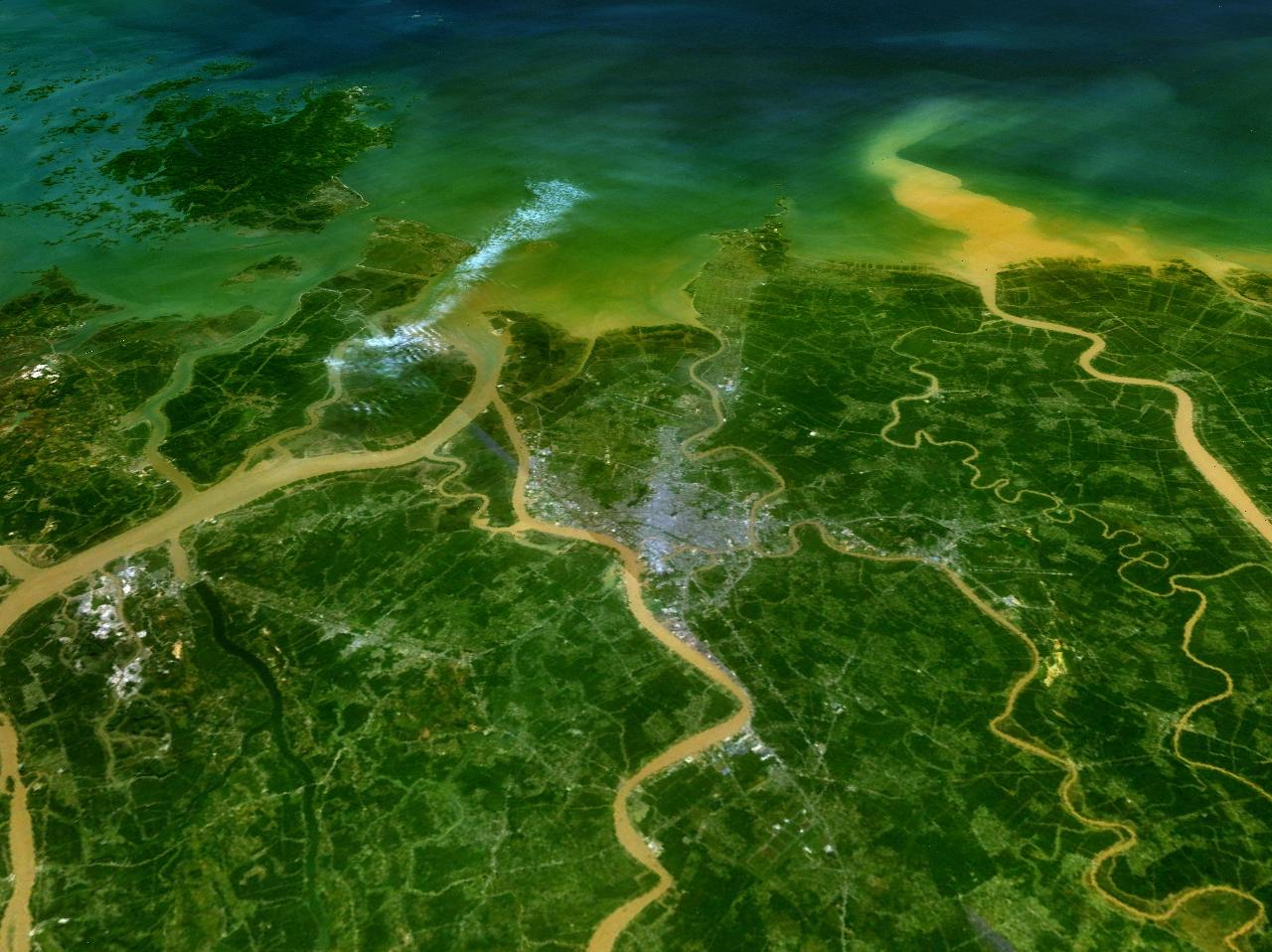
Le delta du fleuve rouge.
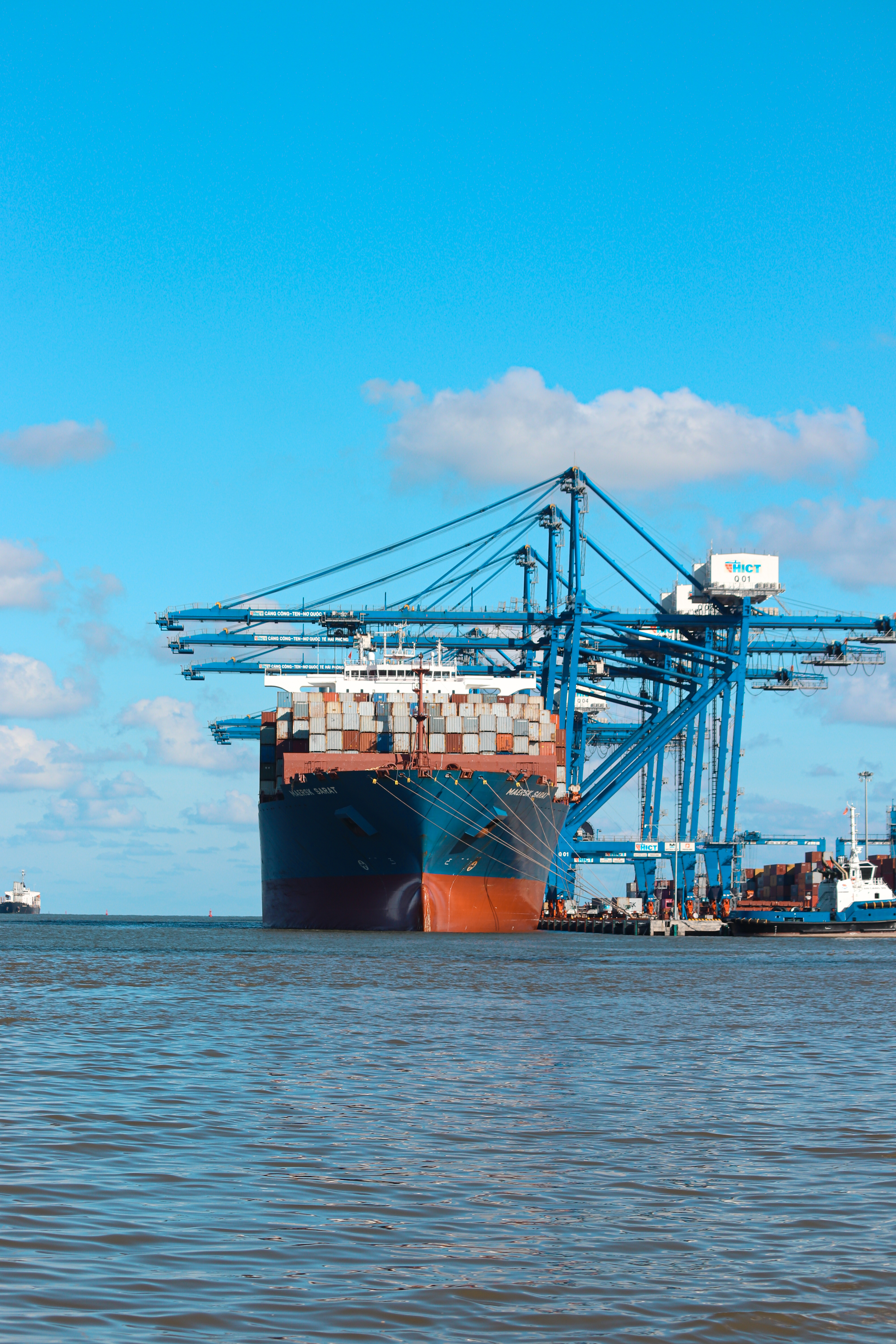
Le Port International de Hai Phong

## Personnalités liées à la commune
- Auguste Maurel (1841-1899), ancien député du Var, sous-préfet à Toulon et Lodève, décédé à Haïphong.
- Mai Long (1939-), peintre, illustrateur et cinéaste vietnamien, est né à Haïphong.
- Éric Charden (1942-2012), chanteur du duo Stone et Charden est né à Haïphong.
- Edmond Wiet, médecin, conseiller général de la Marne, consul de France au Tonkin, résident maire d'Haïphong en 1907[12].
- Monique Wilson (1923 ou 1928-1982) sorcière éminente et membre du cercle restreint du fondateur de la Wicca Gerald Gardner. elle est née à Haïphong.

## Annexe